# روي برانش
روي برانش (بالإنجليزية: Roy Branch)‏ هو لاعب كرة قاعدة أمريكي، ولد في 12 يوليو 1953 في سانت لويس في الولايات المتحدة.

## وصلات خارجية
- روي برانش على موقعبيزبول رفرنس.كوم (الدوري الرئيسي) (الإنجليزية)
- روي برانش على موقعبيزبول رفرنس.كوم (الدوري الثانوي) (الإنجليزية)
- روي برانش على موقع مشجعي الرسوم البيانية (الإنجليزية)